# 평행

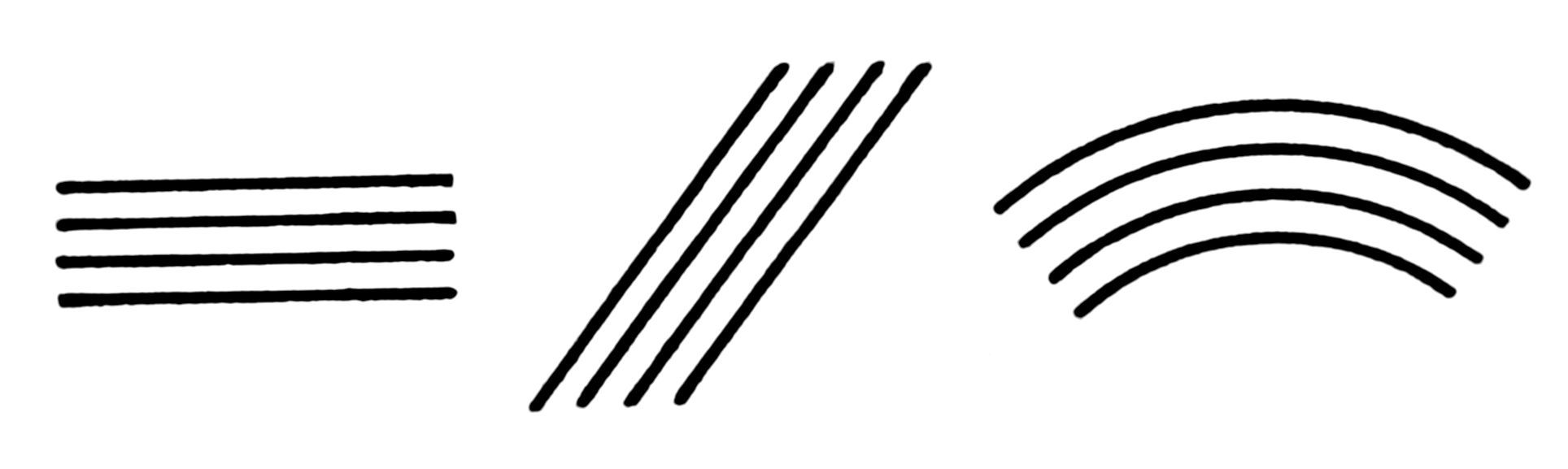

평행(平行, parallel)은 기하학을 비롯한 수학 전반에 걸쳐 핵심적인 위치를 점하는 개념으로, 두 개의 기하적 대상이 일정한 간격을 유지하며 영원히 만나지 않는 관계를 지칭한다. 본 개념은 고대 유클리드 기하학의 체계적 정립 이래, 수학, 물리학, 공학, 철학 등 광범위한 학문영역에서 그 이론적 토대를 형성해 왔다.
특히 평면기하학에서는 두 직선 사이의 평행 관계가 가장 전형적으로 나타나며, 공간기하학으로 확장될 경우 직선과 평면, 또는 두 평면 사이의 평행성도 일반화되어 다루어진다. 현대 수학에서는 평행 개념이 벡터공간, 미분기하학, 리만기하학 등 고차원적 구조 속에서도 정교하게 추상화되어 응용된다.  [수식 편집 중]

## 정의

### 유클리드 기하학에서의 정의
유클리드 기하학에서 두 직선 , 가 평면 상에서 평행하다는 것은, 다음 두 조건을 동시에 만족하는 경우이다:
-두 직선은 동일한 평면 위에 존재한다.
-두 직선은 연장하더라도 영원히 만나지 않는다.
이 정의는 유클리드의 다섯 번째 공준(평행선 공준)에 기초하며, 이 공준은 "한 직선 바깥에 있는 한 점을 지나면서 그 직선과 교차하지 않는 직선은 오직 하나뿐이다"라는 형태로 표현된다. 이때 해당 점을 통과하는 유일한 직선을 해당 직선의 평행선이라 한다.

### 일반 기하학적 정의
보다 일반적으로는, 다음과 같은 평행 관계가 성립한다:
직선과 직선: 동일 평면 상에서 연장하더라도 교차하지 않는 두 직선.
직선과 평면: 직선이 평면 위의 어떠한 점과도 교차하지 않고, 평면과 동일한 방향 벡터를 공유할 때.
평면과 평면: 동일한 방향을 갖되 서로 접하지 않는 두 평면.

### 대수적 정의
2차원 직교 좌표계 상에서 직선의 방정식이 각각
y = m_1 x + b_1, \quad y = m_2 x + b_2, m_1 = m_2 일 때,
이 두 직선이 평행하기 위한 필요충분조건은 이다. 즉, 두 직선의 기울기(slope)가 일치해야 한다.
3차원 벡터 공간에서는 두 벡터 \vec{a} = \lambda \vec{b}, \quad \lambda \in \mathbb{R} \setminus \{0\}가 다음 조건을 만족할 때 평행하다고 한다.

## 수학적 성질
평행 관계는 기하학적으로 다음과 같은 공리적 성질들을 만족한다:
반사성(reflexivity): 모든 직선은 자기 자신과 평행하다.
대칭성(symmetry): 이면, 이다.
추이성(transitivity): , 이면, 이다.

이러한 성질로 인해 평행은 엄밀한 수학적 관계(relation)로 간주되며, 특히 이는 동치관계가 아닌 부분순서관계로 구분되기도 한다.

## 시각적 표현 및 기호
기호 "||"혹은 "∥"는 평행을 나타내며, 예를 들어 ""는 직선 AB와 CD가 평행함을 뜻한다.
""는 평행하지 않음을 의미한다.

## 기하학적 응용
평행사변형, 직사각형, 사다리꼴 등 다각형에서의 변 사이의 평행 관계는 도형의 정의와 성질 규명에 직접적으로 기여한다.
동위각, 엇각, 동측내각 등의 개념은 평행선 위에 교차하는 횡선에 의해 생성되며, 삼각형의 내각 성질, 외심 및 중선의 교차점에 관한 이론에서도 응용된다.
벡터의 방향 비교, 행렬 연산에서의 방향 해석, 직교 투영에서의 기준선 설정 등에 있어 평행은 구조적 기준점을 제공한다.

## 역사적 배경
기원전 3세기경 유클리드는 그의 저서 『기하원론』에서 평행 개념을 체계화하였다. 당시 평행선 공준은 나머지 공준들에 비해 명백성이 떨어진다는 비판을 받아 수많은 수학자들에 의해 증명 없이 도출하려는 시도가 이어졌으나, 19세기 들어 로바첼스키, 보야이, 가우스 등에 의해 제5공준을 대체한 다양한 기하학이 등장하면서 비유클리드 기하학이 성립하였다. 이는 곧 리만 기하학, 로바첼스키 기하학 등의 발전을 낳으며 근대 수학의 지평을 확장시켰다.

## 비유클리드 기하학에서의 평행
쌍곡기하학에서는 한 직선과 외부의 한 점을 통과하는 무한 개의 평행선이 존재할 수 있으며, 이는 유클리드 공준의 대체로 정의된다.
타원기하학에서는 평행 개념이 성립하지 않는다. 모든 직선은 반드시 교차하게 되며, 직선 개념은 대지구의 대원(大圓)과 유사하다.

## 응용 분야
공학 및 설계: 건축 구조물, 기계 장치, 도시계획 등에서 구조의 안정성과 대칭성을 확보하기 위해 평행 개념이 설계 기준으로 활용된다.
물리학: 전기장선, 자기장선, 등가속운동 등에서 평행한 선들의 분포는 힘의 방향성과 균일성을 시각화하는 데 사용된다.
컴퓨터 그래픽 및 CAD: 평행선의 자동 생성, 평행 이동 변환, 원근 투시 등에 평행 관계가 필수 요소로 적용된다.

## 기하 분과에서의 평행 개념

### 동위각을 통한 평행의 증명
동위각의 크기가 같다는 사실은 두 직선이 평행하다는 증거로 활용된다. 이는 유클리드 기하학에서 평행선 공준의 동치 조건 중 하나로, 직선에 대한 횡선이 이루는 동위각의 크기를 비교함으로써 직선의 평행성을 입증할 수 있다.

### 사영기하학에서의 평행 개념 소멸
사영기하학(projective geometry)에서는 모든 직선이 무한원점(infinite point)에서 만난다고 간주되어, 평행의 개념은 제거된다. 이 체계에서는 평행선조차도 교차하는 것으로 처리되며, 이는 투시도법과 같은 시각적 현실과의 일치성을 확보하는 데 유리하다.

### 리만 및 쌍곡 기하학에서의 변형
리만 기하학(Riemannian geometry): 평면이 구면화됨에 따라 모든 직선은 반드시 교차하므로 평행 개념은 무의미하다.
쌍곡 기하학(Hyperbolic geometry): 한 점에서 한 직선과 교차하지 않는 무한개의 직선이 존재할 수 있다. 이는 평행선의 정의 자체가 유클리드 기하학에만 한정된 특수 조건임을 시사한다.

### 프랙탈 기하학에서의 유사 평행
프랙탈 구조에서는 전통적인 유클리드적 의미의 직선과 평면이 존재하지 않으며, 스스로 닮은 자기유사성(self-similarity)을 기반으로 "유사 평행성(pseudo-parallelism)"이라는 개념이 도입된다. 이는 고차원적인 반복 구조 내에서 방향성이 일관된 패턴을 유지하는 현상을 설명하는 데 사용된다.

## 같이 보기
직선
기울기
수직
기하학
유클리드 기하학
비유클리드 기하학
동위각, 엇각
- 공선점
- 공점선
- 극한평행